# Theódoros Troupís
Theódoros Troupís, en grec moderne : Θεόδωρος Κ. Τρουπής, (1932-2008) est un poète et écrivain grec, auteur de nouvelles, de pièces de théâtre, et d’essais.

## Biographie
Theódoros Troupís est né en 1932 à Sérvou, petit village montagnard d’Arcadie. À 9 mois, il perd son père. Plus tard, il étudie tout en travaillant. Il poursuit ses études dans l’école primaire de son village natal, puis ses études secondaires au collège de Lakadie. Enfin, il se rend à l’Académie pédagogique de Tripoli pour y suivre la formation d’instituteur. En 1955, il fait son service militaire.
En 1957, il est nommé instituteur dans la région de Elassóna. Puis il est muté dans la région de Patras et a enseigné à l’École de Metochion et de Kato Achaia d’où il prend sa retraite le 31 août 1988.
Ses supérieurs hiérarchiques l’ont toujours considéré comme un excellent enseignant en lui attribuant toujours la note d’évaluation pédagogique maximale.
Marié depuis 1964, il a deux fils et une fille.

## Œuvres littéraires
Il apparaît en 1952 dans le monde littéraire en publiant ses vers dans différentes revues[Lesquelles ?]. En 1957, il publie son premier recueil poétique. Le 29 novembre 1959, il donne sa première conférence intitulée Kostís Palamás, à l'occasion du centième anniversaire de la naissance de ce poète. La même année, il reçoit le premier prix de l’Académie d’Athènes et de la Société de linguistique pour son travail ethnographique. La même année, il publie à Larissa sa nouvelle Les Hommes de l'échafaudage (en grec moderne : Οι άνθρωποι της σκαλωσιάς), ouvrage bien reçu par la critique et qui a été depuis réédité trois fois aux éditions Alpheios.
Ses œuvres couvrent tous les genres littéraires, y compris la littérature pour enfants. Démosthène Zadès l’a qualifié de « virtuose du récit bref ». Christos Katsiyianis s’adresse à lui ainsi : « La réalisation de vos interrogations intellectuelles et émotionnelles est réussie et même bouleversante ». L'écrivain Giorgos Papastamos a écrit à propos des Hommes de l'échafaudage qu'il s'agit d'un livre polysémique et important[réf. nécessaire].
Depuis 1986, il dirige la revue littéraire Morias dont environ 80 numéros ont été publiés.
Des extraits de ses œuvres ont été publiés dans différentes encyclopédies et anthologies. La plus grande partie de son œuvre n’a pas encore été publiée, mais peut être lue en grec moderne sur plusieurs sites consacrés à la littérature et à la poésie néo-helléniques.

## Œuvres publiées
Prose
- (el) Βασίλη Δ. Δημουλά et Θοδώρου Κ. Τρουπή, Παροιμιακός και γνωμικός λόγος, Athènes, Morias,‎ 2005
- (el) Θοδώρου Κ. Τρουπή, Άνθρωποι της σκαλωσιάς (Les Hommes de l'échafaudage), Larissa, Θ. Χ. Ιωαννίδη,‎ 1959 (réimpr. 1983), 123 p.